# Charles Brown (jugador de roque)
Charles Brown (Onarga, Illinois, 12 de març de 1867 – Oak Park, Illinois, 7 de juny de 1937) va ser un jugador de roque estatunidenc que va prendre part en els Jocs Olímpics de Saint Louis, el 1904, on va guanyar la medalla de bronze en la prova de roque. Amb dues victòries i quatre derrotes, fou superat per Charles Jacobus i Smith Streeter, primer i segon respectivament.